# Trai tượng
Tridacninae, tên thông dụng là trai tượng, là một phân họ ngao nước mặn lớn, động vật thân mềm hai mảnh vỏ sống ở đại dương thuộc họ Cardiidae.

## Mô tả
Phân họ này chứa các loài hai mảnh vỏ còn sống lớn nhất, bao gồm Tridacna gigas. Chúng có lớp vỏ to, nặng, có rãnh với 4–6 nếp gấp. Lớp phủ xà cừ thường có màu sắc rực rỡ. Chúng thường sống ở các rạn san hô ở vùng biển ấm ở khu vực Ấn Độ Dương-Thái Bình Dương. Hầu hết các loài trong phân họ này sống cộng sinh với các loài tảo hai roi quang hợp (zooxanthellae).

## Hệ thống
Đôi khi trai tượng vẫn được xếp thành một họ Tridacnidae riêng biệt,  nhưng các phân tích phát sinh loài hiện đại đã gộp chúng vào họ Cardiidae như một phân họ. Hai chi và tám loài được biết đến ghi nhận trong phân họ này gồm:
- Hippopus —2 loài
- Tridacna —10 loài

Bằng chứng di truyền gần đây đã cho thấy chúng là nhóm chị em đơn ngành.

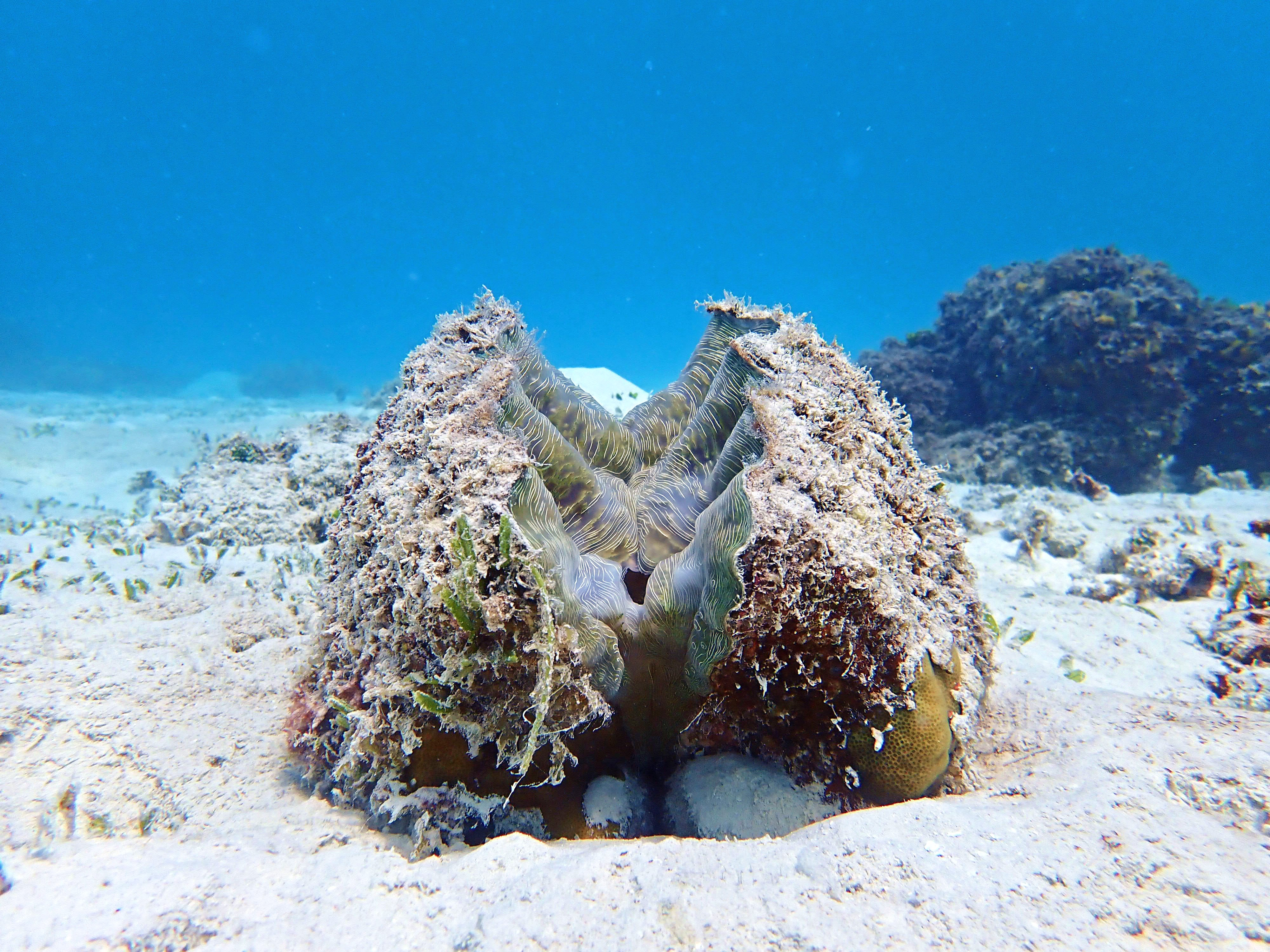
Hippopus hippopus (Vanuatu)
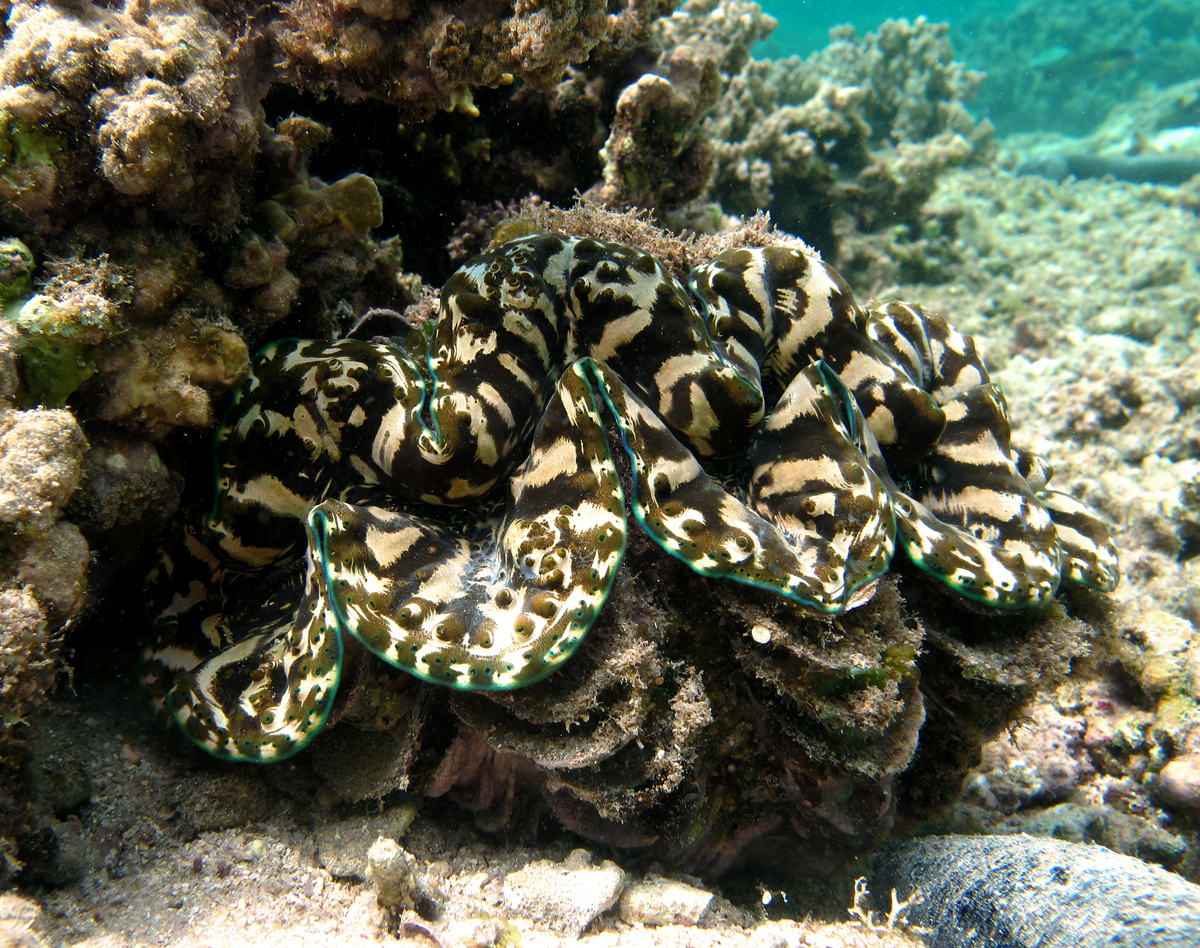
Tridacna squamosa (la Réunion)
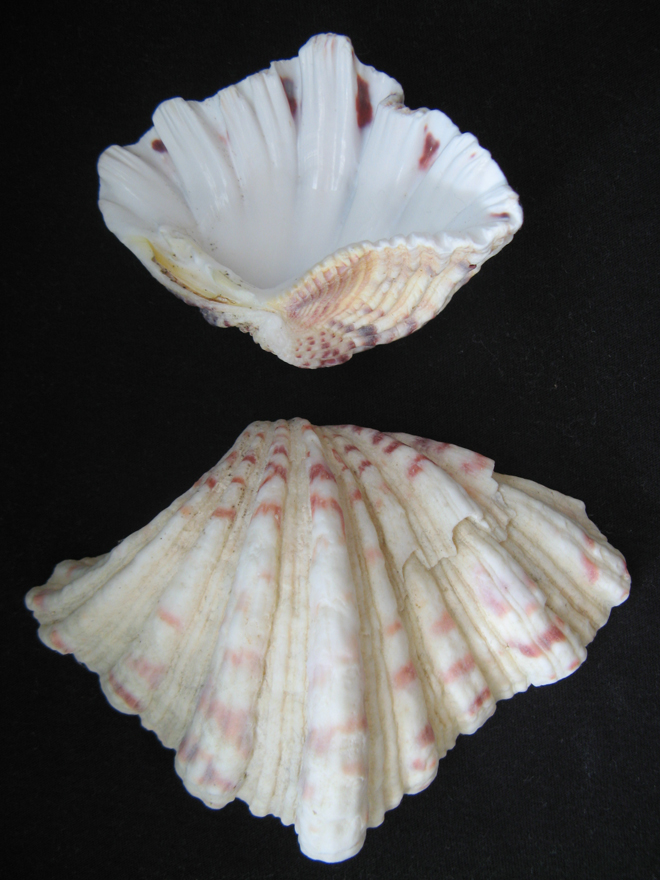
Hippopus hippopus
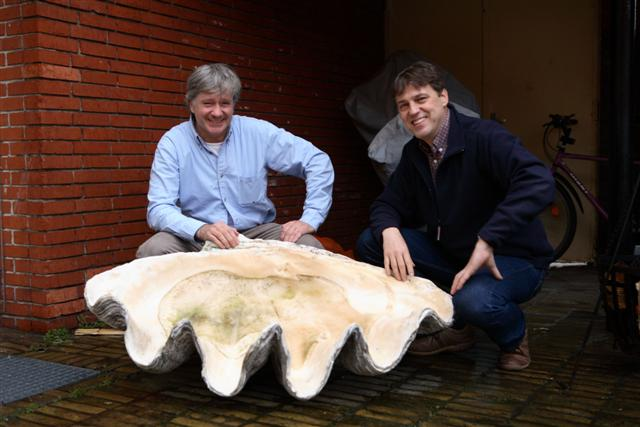
(Tridacna gigas)